# Federação Nacional da Distribuição de Veículos Automotores

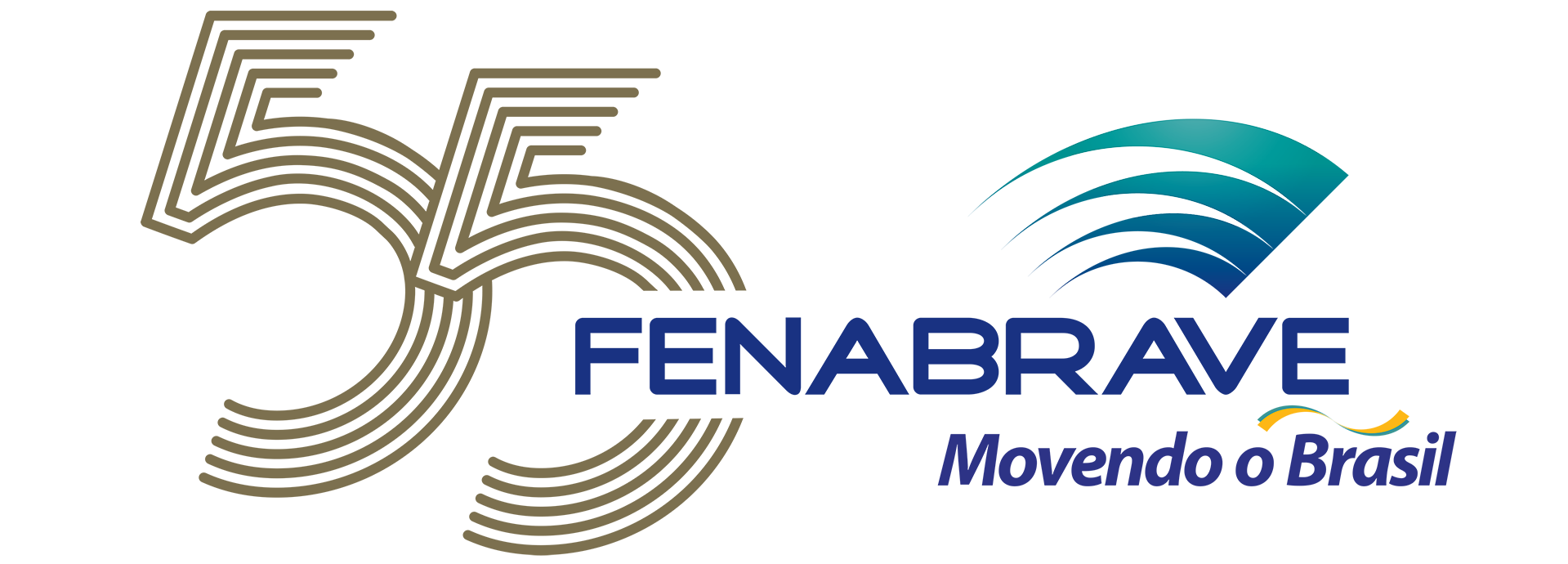
Logotipo em comemoração dos 55 anos da FENABRAVE

Federação Nacional da Distribuição de Veículos Automotores (FENABRAVE) é a entidade representativa do setor de distribuição de veículos automotores, comerciais leves, caminhões, ônibus, implementos rodoviários, motocicletas, tratores e máquinas agrícolas no Brasil. Surgiu como desdobramento da Associação Brasileira dos Distribuidores de Veículos (ABRAVE) em 1989.
Atualmente, a entidade conta com 56 empresas associadas e representa mais de 7,3 mil concessionárias de veículos, no Brasil, que, juntas, respondem pela geração de mais de 300 mil empregos diretos, correspondendo a 4,26% do Produto Interno Bruto do País. Em 2014, o Setor da Distribuição de Veículos no Brasil foi responsável por uma receita de R$ 287,9 bilhões, correspondendo a 5,2% do PIB do País.
Algumas das criações da Federação são:
- ANFAVEA - Associação Nacional dos Fabricantes de Veículos Automotores
- FREMOB - Frente Parlamentar Mista em Defesa da Distribuição de Veículos Automotores e Mobilidade
- RENAVE - Registro Nacional de Veículos em Estoque
- Instituto Fenabrave de Desenvolvimento Empresarial
- Fenacodiv - Federação Nacional dos Concessionários e Distribuidores de Veículos
- ExpoFenabrave
- Revista Dealer
- TV Fenabrave
- Universidade Fenabrave
- Universidade Web Fenabrave
- Instituto Fenabrave de Desenvolvimento Empresarial
- Projeto Educacional

Além de cursos presenciais, a Universidade Fenabrave manteve parcerias com renomadas instituições de ensino nacionais, como a Fundação Getúlio Vargas, ESPM, Escola de Gestão Automotiva, SENAC, SENAI, SEBRAE, FAAP, UNICEF e até internacionais, como Harvard, oferece ainda MBA com especialização em gestão de concessionárias, além de MBA de Gestão Estratégica de Varejo com a FGV, dentre outros cursos e parcerias.
Anteriormente à sua criação, foi criado ainda a ACOVESP (Associação dos Concessionários de Veículos de São Paulo), a entidade se inspirava no modelo norte-americano da National Automobile Dealers Association (NADA), a qual veio a se associar em 2001, mas sofria com as limitações municipais, havendo a necessidade de integração no âmbito nacional, tendo-se então, criado a ABRAVE.
Além de contratos com o DENATRAN, a entidade também passou a fazer parte do CONTRAN e atuar junto a FIPE.
Em 2020, o Congresso & ExpoFenabrave foi cancelado em virtude da pandemia de COVID-19, o evento marcaria seu 30.° aniversário.